# Япнджи
Япнджи (арм. Յափնջի, букв. «бурка») — единственная накидная одежда в восточноармянском комплексе традиционного армянского мужского костюма. Армянские мужчины носили япнджи двух видов: меховую и войлочную. Меховой япнджи изготовляли из козьей шерсти, мехом наружу, используя для этого длинноворсовый мех, обычно чёрного или же тёмно-коричневого тонов. Япнджи не имел рукавов, длина его доходила до щиколоток. Вырез горловины и края полок обшивались узкой каймой из материи или кожи, на шее япнджи завязывался ремешками или тесёмками.
В конце XIX — начале XX века меховой япнджи носили только состоятельные лица и представители власти (сельский староста, старшина и др.). Япнджи довольно рано вышел из употребления; его заменило городское пальто, частично — шинель. Уже в 1920-1930-е годы меховой япнджи носили лишь единично в отдельных селениях.
Войлочный япнджи, а в некоторых регионах - меховой (Лори), носили пастухи. По своему распашномумпокрою войлочный япнджи был схож с меховым, но его шили без воротника. Войлочный япнджи имел сильно торрчащие прямоугольные плечи, придающие ей вид трапеции, широкой в плечах и резко суживающейся книзу. Верхнюю часть войлочного япнджи - спину и грудь - шили на подкладке. Нередко его дополнением являлся башлик. Япнджи служил также дорожной одеждой: он не только защищал в непогоду, но при необходимости мог служить ещё и постелью (плащ-палаткой в современном понимании).